# Ameera al-Taweel
Ameera bint Aidan bin Nayef Al-Taweel Al-Otaibi (em árabe: الأميرة أميرة بنت عيدان بن نايف الطويل العصيمي العتيبي; Riyadh, 6 de novembro de 1983) é uma ex-princesa e filantropa saudita. Nascida em um ramo de cadetes não reais da dinastia Saud, Ameera era casada com seu primo distante, Príncipe Al-Waleed bin Talal al Saud, e assumiu o papel de vice-presidente da Fundação Alwaleed Philanthropies. Al-Taweel é membro do conselho de administração da Silatech e agora é casada com o bilionário Khalifa bin Butti al Muhairi.

## Vida
Al-Taweel nasceu em Riyadh, Arábia Saudita. Seu pai é Aidan bin Nayef Al-Taweel Al-Otaibi. Ela foi criada por sua mãe divorciada e seus avós em Riyadh. Aos 18 anos, ela conheceu o príncipe Alwaleed Bin Talal, um homem 28 anos mais velho que ela, enquanto conduzia uma entrevista para um jornal da escola. Finalmente, eles se casaram em 2008 e mais tarde se divorciaram em novembro de 2013. Al-Taweel é graduada em magna cum laude pela Universidade de New Haven, com graduação em Administração de Empresas.